# Dudley, Massachusetts
Dudley är en kommun (town) i Worcester County i delstaten Massachusetts, USA. Vid 2020 års folkräkning hade kommunen 11 921 invånare.